# 大村純忠
大村 純忠（おおむら すみただ）は、戦国時代から安土桃山時代にかけての大名。三城城主。大村氏の第12代当主。
永禄6年（1563年）に日本初のキリシタン大名となり、長崎港を開港した人物として知られる。同じくキリシタン大名の有馬晴信は甥にあたる。

## 生涯

### 養嗣子になり家督相続
天文2年（1533年）、肥前国の戦国大名・有馬晴純の次男として誕生。
母が大村純伊の娘であったために、天文7年（1538年）に叔父である大村純前の養嗣子となり、天文19年（1550年）に家督を継いだ。純前には実子・又八郎がおり（庶子）、この養子縁組のために武雄に本拠を置いていた後藤氏に養子に出され後藤貴明と改名した。

### キリシタン大名へ
永禄4年（1561年）、松浦氏の領土であった平戸の宮の前で､ポルトガル商人と日本人商人の争論からポルトガル人殺傷事件（宮ノ前事件）が起こると、ポルトガル人は新しい港を探し始め、純忠は永禄5年（1562年）、自領にある横瀬浦の提供を申し出た。イエズス会宣教師がポルトガル商人に対して大きな影響力を持つことを知っていた純忠は、あわせてイエズス会士に住居の提供など便宜をはかった。結果として横瀬浦はにぎわい、純忠のこの財政改善策は成功した。
永禄6年（1563年）、宣教師からキリスト教について学んだ後、純忠は家臣とともにコスメ・デ・トーレス神父から洗礼を受け、領民にもキリスト教信仰を奨励した。その結果、大村領内では最盛期のキリスト者数は6万人を越え、日本全国の信者の約半数が大村領内にいた時期もあったとされる。純忠の入信についてはポルトガル船のもたらす利益目当てという見方が根強いが、記録によれば、純忠自身は熱心な信徒で、受洗後は妻以外の女性と関係を持たず、死にいたるまで忠実なキリスト教徒であろうと努力していたともある。また、横瀬浦を開港した際も、仏教徒の居住の禁止や、貿易目的の商人に10年間税金を免除するなどの優遇を行っている。しかし、純忠の信仰は過激なもので、領内の寺社を破壊し、先祖の墓所も打ち壊した。また、領民にもキリスト教の信仰を強いて僧侶や神官を殺害、改宗しない領民が殺害されたり土地を追われるなどの事件が相次ぎ、家臣や領民の反発を招くことになる。

### 内訌
後藤氏に養子に出された貴明は純忠を恨み、主君に不満を持つ大村家の家臣団と呼応し反乱を起こして横瀬浦を焼き払ったが、元亀元年（1570年）に純忠は女婿（長崎甚左衛門純景）に命じて長崎をポルトガル人宣教師団に提供した。寒村にすぎなかった当地は、以降、良港として大きく発展していく。
貴明は松浦氏らの援軍を得ると、元亀3年（1572年）に父の居城である三城城を急襲、後藤勢1500を迎えた純忠の配下わずか80名ほどは援軍が来るまで持ち堪え、攻撃勢を撤退に追い込んでいる（三城七騎籠り）。天正6年（1578年）に長崎港が龍造寺軍らによって攻撃されると、純忠はポルトガル人の支援を取り付けこれを撃退した。
純忠は天正8年（1580年）に、長崎のみならず茂木の地をイエズス会に教会領として寄進した（教会領長崎）。

### 天正遣欧少年使節と晩年
日本を訪問し巡察中のイエズス会士・アレッサンドロ・ヴァリニャーノと対面し、天正10年（1582年）に天正遣欧少年使節の派遣を決めている。純忠の名代は甥にあたる千々石ミゲルであった。
純忠にはそれぞれ洗礼名を持つ4人の息子、喜前（サンチョ）、純宣（リノ）、純直（セバスチャン）、純栄（ルイス）がいた。が、天正4年（1576年） - 天正5年（1577年）頃には龍造寺隆信の圧迫を受け、喜前を除く3人を人質に取られるなど、ほぼ従属状態にあり、天正12年（1584年）の沖田畷の戦いにも#龍造寺方として従軍している。しかし、親族である有馬勢との戦いには消極的で空鉄砲を撃っていたといわれる。このため隆信の戦死後も、大村勢は交戦相手であるはずの島津軍に追撃も受けず開放されたという。
天正14年（1586年）の夏に至り、兄の死後に長与氏の領地を奪った長与純一が純忠に反旗を翻した。純忠は軍を送り、長与純一の浜城を落とし速やかに鎮圧した。

### 最期
天正15年（1587年）3月、豊臣秀吉の九州平定においては秀吉に従って本領を安堵された。ただし55歳の純忠は既に咽頭癌並びに肺結核に侵されて重病の床にあり、19歳の嫡子・喜前が代理として出陣している。
病で衰えた純忠はたびたび神父を呼んで来世の事を話して欲しいと願い、それを聞きながら大いに満足して涙を流した。純忠は死を悟り、領内に拘束していた捕虜200名を釈放し、死去の前日には可愛がっていた1匹の小鳥を籠から出して空に放たせた。この時、純忠には既に病のために小鳥を放つ体力さえなく、侍女にそれを頼んだのだが、侍女は小鳥をぞんざいに扱ったため純忠は怒りをあらわにした。しかし怒る事は神の意思に反するとして純忠は侍女に立派な帯を与えて、「小鳥はデウス様が作られたものであるから、予はそれを可愛がっている。それゆえ今後とも愛情をもって扱ってほしい」と述べたと伝わる（『フロイス日本史』）。
1587年6月23日（天正15年5月18日）、坂口の居館において死去。バテレン追放令の出る前月の死であった。

## 人物
『#フロイス日本史』に伝わる小鳥の話にもあるように、敬虔なキリシタンであった。洗礼を受けた後、純忠は正室のおゑん（おえん）と改めてキリスト教に基づく婚姻を行い､この時に側室を退けた。
一方でキリシタンになった理由は、弱小である自国を安定させるため、ポルトガルとの貿易により富や武器を手に入れるという打算的な目的があったともされている。大村領民6万人をキリシタンに改宗させるなどしているが、その手段はかなり強引であったとされており、先祖の墓や社寺も破壊し、改宗を拒否をした仏僧は追放するなど、仏道や神道に対する深刻な差別や迫害を行ったとされている。また、西洋の武器を手に入れる取引材料として、改宗拒否をした者達を奴隷として海外へ売り渡していたという記録もあり、これらの行いがバテレン追放令の原因になったとの説もある。